# NGC 7209
NGC 7209 је расејано звездано јато у сазвежђу Гуштер које се налази на NGC листи објеката дубоког неба.
Деклинација објекта је + 46° 29' 0" а ректасцензија 22h 5m 8,0s. Привидна величина (магнитуда) објекта NGC 7209 износи 7,7. NGC 7209 је још познат и под ознакама OCL 215.